# Hilara longicornis
Hilara longicornis är en tvåvingeart som beskrevs av Gabriel Strobl 1894. Hilara longicornis ingår i släktet Hilara och familjen dansflugor. Inga underarter finns listade i Catalogue of Life.